# Xerse
Pour les articles homonymes, voir Xerxès.

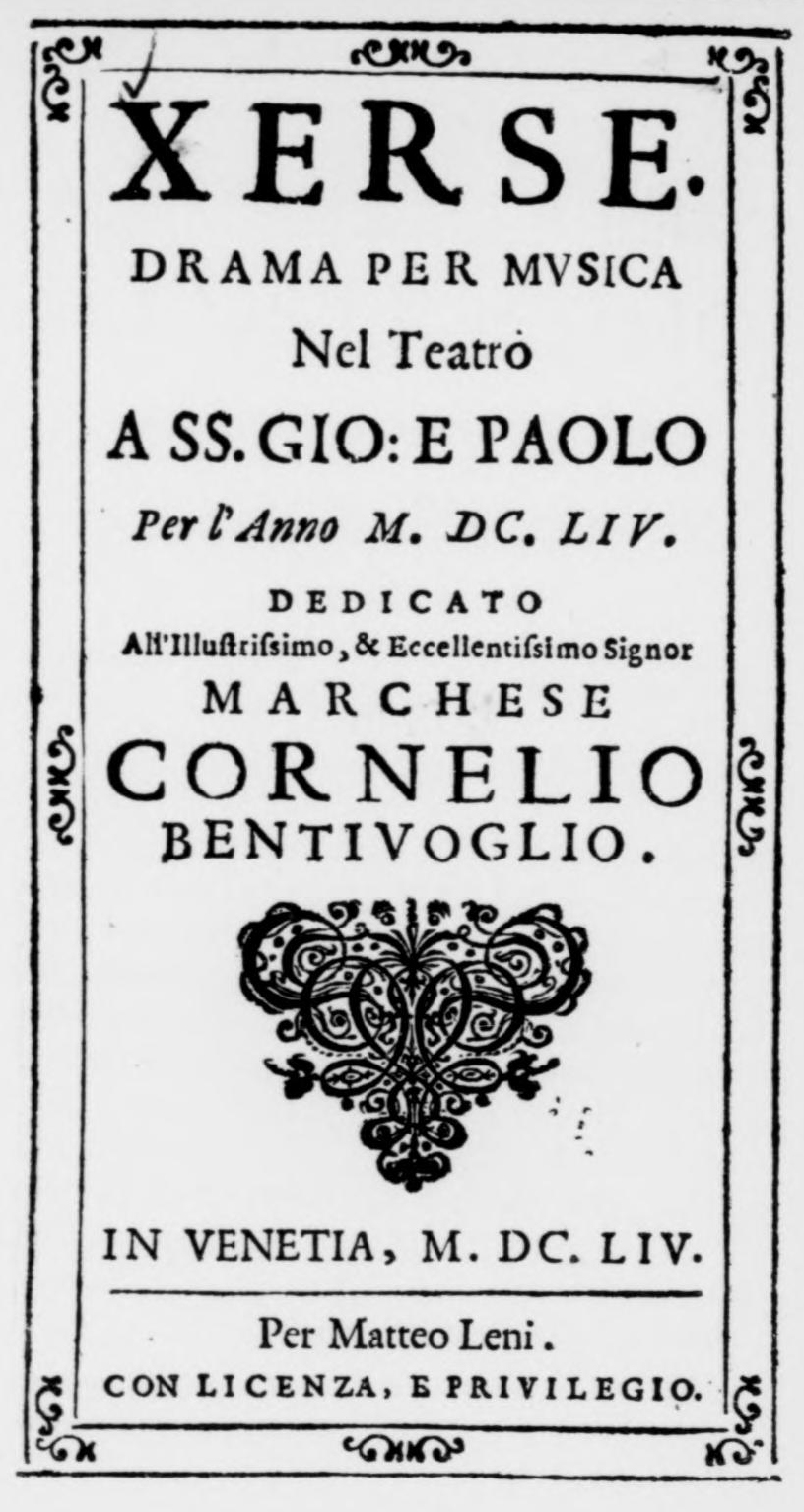
Page titre du livret Xerse

Xerse est un dramma per musica de Francesco Cavalli, fondé sur l'histoire de l'empereur Xerxès Ier dans les Histoires d'Hérodote (livre 7).
Le livret fut écrit par Nicolò Minato, et fut remanié par la suite par Giovanni Bononcini et Georg Friedrich Haendel.
L'opéra comporte un prologue et trois actes et fut représenté pour la première fois à Venise le 12 janvier 1654, au Teatro SS Giovanni e Paolo. Bien que très populaire en Italie, l'opéra ne connut que 9 représentations.
En 1660, Cavalli décida de partir en France pour produire un nouvel opéra pour le mariage de Louis XIV à Paris. Malheureusement pour le compositeur, à cause d'une affaire à la Cour, le projet L'Ercole (Ercole amante) ne fut pas prêt à temps et fut remplacé à la dernière minute par une représentation de Xerse. Ce dernier fut agrémenté de ballets, organisé par son rival Jean-Baptiste Lully qui était devenu le compositeur officiel de la Cour de France. Le spectacle entier durait entre huit et neuf heures et le public français accueillit l'opéra avec peu d'enthousiasme, préférant ainsi les danses et la musique de Lully.

## Rôles
| Rôle     | Tessiture | Première, le 12 janvier 1654 (Interprète) |
| -------- | --------- | ----------------------------------------- |
| Xerse    | contralto |                                           |
| Arsamene | contralto |                                           |
| Romilda  | soprano   |                                           |
| Ariodate | ténor     |                                           |
| Amastre  | soprano   |                                           |
| Elviro   | contralto |                                           |
| Adelanta | soprano   |                                           |
| Eumene   | soprano   |                                           |
| Aristone | basse     |                                           |
| Periarco | contralto |                                           |
| Clito    | soprano   |                                           |
| Sesostre | ténor     |                                           |
| Spitalce | basse     |                                           |
| Capitano | basse     |                                           |
| Momo     | choriste  |                                           |
| Apollo   | choriste  |                                           |

## Il Xerse Carlo Vistoli,Ekaterina Protsenko,GaiaPetrone, Orchestra Barocca Modo Antico, direction: Frédéric Maria Sardelli. 2CD, Naxos
- Xerse : Judith Nelson, Isabelle Poulenard, Guy de Mey, Dominique Visse, Concerto Vocale, dirigé par René Jacobs (4 CD, Harmonia Mundi, 1985)